# Herrira
Herrira (Al pueblo en vasco) fue una organización española fundada el 2012 para la defensa de la amnistía a los presos de ETA y para denunciar las políticas de dispersión penitenciaria para los terroristas.
Surgida para continuar con la actividad de los grupos ilegalizados Gestoras pro Amnistía y Askatasuna, el 30 de septiembre de 2013, el juez de la Audiencia Nacional Eloy Velasco decretó la suspensión de la organización durante dos años prorrogables, el cierre de sus sedes, cuentas corrientes y cuentas de redes sociales, así como la detención de dieciocho de sus miembros, la mayoría en Hernani. En la documentación incautada por la Guardia Civil figuraba una red de contactos de referencia para la organización fuera del País Vasco y Navarra entre los que se encontraba Pablo Iglesias, el cual llegó a intervenir en septiembre de 2013 en un acto de Herrira en Pamplona.